# Attilio Marcora
Attilio Marcora (Busto Arsizio, 25 ottobre 1899 – Busto Arsizio, 23 febbraio 1979) è stato un calciatore italiano, di ruolo attaccante.

## Caratteristiche tecniche
Chiamato Càramela, giocava come ala destra. Era molto veloce e con un tiro potente.

## Carriera

### Club
Esordì nel 1919 con la maglia della Pro Patria in Promozione. Subito promosso in Prima Categoria, Marcora disputa una stagione sempre con la squadra di Busto Arsizio e poi passa al Saronno. Con la squadra degli amaretti disputa due stagioni nella massima categoria.
Gioca in seguito con il Legnano e nel 1924-25 torna alla Pro Patria. Militò poi nel Varese, nel Seregno, nel Galliate e di nuovo nel Varese, fino al 1935.

### Nazionale
Il 6 novembre 1921 esordisce con la maglia della Nazionale italiana: l'allenatore Aldo Cevenini gli dà la maglia numero 7 per la gara di Ginevra contro la Svizzera, terminata 1-1.

## Palmarès

### Club

#### Competizioni nazionali
- Promozione: 1

Pro Patria: 1919-1920
- Prima Divisione: 1

Pro Patria: 1926-1927

## Statistiche

### Cronologia presenze e reti in Nazionale
| Cronologia completa delle presenze e delle reti in nazionale ― Italia | Cronologia completa delle presenze e delle reti in nazionale ― Italia | Cronologia completa delle presenze e delle reti in nazionale ― Italia | Cronologia completa delle presenze e delle reti in nazionale ― Italia | Cronologia completa delle presenze e delle reti in nazionale ― Italia | Cronologia completa delle presenze e delle reti in nazionale ― Italia | Cronologia completa delle presenze e delle reti in nazionale ― Italia | Cronologia completa delle presenze e delle reti in nazionale ― Italia |
| Data                                                                  | Città                                                                 | In casa                                                               | Risultato                                                             | Ospiti                                                                | Competizione                                                          | Reti                                                                  | Note                                                                  |
| --------------------------------------------------------------------- | --------------------------------------------------------------------- | --------------------------------------------------------------------- | --------------------------------------------------------------------- | --------------------------------------------------------------------- | --------------------------------------------------------------------- | --------------------------------------------------------------------- | --------------------------------------------------------------------- |
| 06/11/1921                                                            | Ginevra                                                               | Svizzera                                                              | 1 – 1                                                                 | Italia                                                                | Amichevole                                                            | -                                                                     |                                                                       |
| Totale                                                                |                                                                       | Presenze                                                              | 1                                                                     |                                                                       | Reti                                                                  | 0                                                                     |                                                                       |